# Booker Nunley
Booker Nunley (ur. 2 lipca 1990) – amerykański lekkoatleta specjalizujący się w biegu na 110 metrów przez płotki.
W 2008 został w Bydgoszczy wicemistrzem świata juniorów przegrywając tylko z reprezentującym Rosję Konstantinem Szabanowem. Mistrz USA w kategorii juniorów, halowy wicemistrz NCAA w biegu na 60 metrów przez płotki (2010).
Rekord życiowy: 13,49 (17 maja 2009, Gainesville).

## Osiągnięcia
| Rok  | Impreza                              | Miejsce       | Lokata     | Wynik |
| ---- | ------------------------------------ | ------------- | ---------- | ----- |
| 2008 | Mistrzostwa świata juniorów          | Bydgoszcz     | 2. miejsce | 13,45 |
| 2009 | Mistrzostwa panamerykańskie juniorów | Port-of-Spain | 2. miejsce | 13,32 |